# Zamacra excavata
Zamacra excavata är en fjärilsart som beskrevs av Dyar 1905. Zamacra excavata ingår i släktet Zamacra och familjen mätare. Inga underarter finns listade i Catalogue of Life.